# Llista de monuments del districte de Caors
Llista de monuments del districte de Caors (Òlt) registrats com a monuments històrics, bé catalogats d'interès nacional (classé) o bé inventariats d'interès regional (inscrit).
| Monument                                                   | Prot. | Època                      | Localització                                               | Coordenades                                           | Codi?      | Imatge |
| ---------------------------------------------------------- | ----- | -------------------------- | ---------------------------------------------------------- | ----------------------------------------------------- | ---------- | --- |
| Església                                                   | Cat.  | Segle XVI                  | Anglars e Julhac                                           | 44° 29′ 46″ N, 1° 12′ 30″ E / 44.496142°N,1.208424°E  | PA00094962 | Església · Vegeu més fotos d'aquest monument · Carregueu una nova foto d'aquest monument                                                   |
| Castell del Bousquet                                       | Inv.  | Segles XIII-XV             | Arcambald                                                  | 44° 27′ 23″ N, 1° 30′ 33″ E / 44.456318°N,1.509161°E  | PA00094964 | Castell del Bousquet · Vegeu més fotos d'aquest monument · Carregueu una nova foto d'aquest monument                                       |
| Antic deganat o antic presbiteri                           | Inv.  | Segles XII-XIV             | Las Arcas                                                  | 44° 36′ 07″ N, 1° 15′ 03″ E / 44.60181°N,1.250961°E   | PA00095295 | Antic deganat o antic presbiteri · Vegeu més fotos d'aquest monument · Carregueu una nova foto d'aquest monument                           |
| Església                                                   | Cat.  | Segle XII                  | Las Arcas                                                  | 44° 36′ 06″ N, 1° 15′ 05″ E / 44.601614°N,1.251267°E  | PA00094966 | Església · Vegeu més fotos d'aquest monument · Carregueu una nova foto d'aquest monument                                                   |
| Capella Saint-André                                        | Cat.  | Segles X-XI                | Las Arcas                                                  | 44° 36′ 04″ N, 1° 14′ 07″ E / 44.601128°N,1.235334°E  | PA00094965 | Capella Saint-André · Vegeu més fotos d'aquest monument · Carregueu una nova foto d'aquest monument                                        |
| Restes del mur merlat Les Créneaux                         | Inv.  |                            | Aujòls                                                     | 44° 24′ 21″ N, 1° 33′ 09″ E / 44.4057°N,1.5526°E      | PA00094970 | Restes del mur merlat Les Créneaux · Vegeu més fotos d'aquest monument · Carregueu una nova foto d'aquest monument                         |
| Zona arqueològica del Cloup d'Aural                        | Inv.  | Segle xix                  | Bach                                                       | 44° 21′ 09″ N, 1° 41′ 25″ E / 44.3525°N,1.690278°E    | PA46000038 | Zona arqueològica del Cloup d'Aural · Vegeu més fotos d'aquest monument · Carregueu una nova foto d'aquest monument                        |
| Vella llotja                                               | Cat.  | Segle XV                   | Bèlregard                                                  | 44° 20′ 45″ N, 1° 47′ 34″ E / 44.34590°N,1.79284°E    | PA00094980 | Vella llotja · Vegeu més fotos d'aquest monument · Carregueu una nova foto d'aquest monument                                               |
| Creu de pedra                                              | Cat.  | Segle XV                   | Bèlregard                                                  | 44° 20′ 46″ N, 1° 47′ 34″ E / 44.3462°N,1.7927°E      | PA00094979 | Creu de pedra · Vegeu més fotos d'aquest monument · Carregueu una nova foto d'aquest monument                                              |
| Castell de Labastide o de Marsa                            | Inv.  | Segles XIII-XV             | Bèlregard                                                  | 44° 20′ 39″ N, 1° 47′ 02″ E / 44.3443°N,1.7839°E      | PA00094978 | Castell de Labastide o de Marsa · Vegeu més fotos d'aquest monument · Carregueu una nova foto d'aquest monument                            |
| Domaine de La Devie                                        | Inv.  | Segles XVIII-XIX           | Bèlmontet                                                  | 44° 21′ 56″ N, 1° 09′ 49″ E / 44.365672°N,1.163564°E  | PA46000001 | Carregueu una nova foto d'aquest monument                                                                                                  |
| Zona arqueològica de la gruta del Cuzoul des Brasconnies   | Inv.  | Edat del ferro             | Blars                                                      | 44° 34′ 40″ N, 1° 44′ 42″ E / 44.5777°N,1.745°E       | PA00132675 | Zona arqueològica de la gruta del Cuzoul des Brasconnies · Modifica el valor a Wikidata · Carregueu una nova foto d'aquest monument        |
| Església                                                   | Inv.  | Segle XII                  | Blars                                                      | 44° 34′ 00″ N, 1° 43′ 11″ E / 44.566678°N,1.719741°E  | PA00094984 | Església · Vegeu més fotos d'aquest monument · Carregueu una nova foto d'aquest monument                                                   |
| Gruta Carriot                                              | Cat.  | Paleolític                 | Bosiès                                                     | 44° 28′ 57″ N, 1° 38′ 53″ E / 44.4824°N,1.648°E       | PA00125595 | Carregueu una nova foto d'aquest monument                                                                                                  |
| Gruta prehistòrica ornamentada dita Grotte-Christian       | Cat.  | Prehistòria                | Bosiès Conduche                                            | 44° 29′ 00″ N, 1° 38′ 55″ E / 44.4833°N,1.6486°E      | PA00094989 | Carregueu una nova foto d'aquest monument                                                                                                  |
| Castell de Condat                                          | Inv.  | Segles XV-XVII             | Bosiès                                                     | 44° 28′ 56″ N, 1° 39′ 11″ E / 44.482231°N,1.652981°E  | PA00094988 | Castell de Condat · Modifica el valor a Wikidata · Carregueu una nova foto d'aquest monument                                               |
| Església Saint-Aignan dita Église Grande                   | Inv.  | Segles XIV-XV              | Belaiga                                                    | 44° 27′ 54″ N, 1° 11′ 31″ E / 44.464921°N,1.191866°E  | PA00135460 | Església Saint-Aignan dita Église Grande · Vegeu més fotos d'aquest monument · Carregueu una nova foto d'aquest monument                   |
| Antic presbiteri                                           | Inv.  | Segles XIII-XIV            | Belaiga                                                    | 44° 27′ 56″ N, 1° 11′ 40″ E / 44.4656°N,1.1945°E      | PA00094983 | Antic presbiteri · Vegeu més fotos d'aquest monument · Carregueu una nova foto d'aquest monument                                           |
| Castell de Cousserand                                      | Inv.  | Segle XV                   | Belaiga                                                    | 44° 26′ 50″ N, 1° 12′ 36″ E / 44.447231°N,1.209987°E  | PA00094982 | Carregueu una nova foto d'aquest monument                                                                                                  |
| Zona arqueològica de la gruta del Cantal                   | Inv.  | Paleolític                 | Crabairet                                                  | 44° 30′ 04″ N, 1° 39′ 17″ E / 44.501°N,1.6546°E       | PA00125596 | Carregueu una nova foto d'aquest monument                                                                                                  |
| Gruta de Pech-Merle                                        | Cat.  | Prehistòria                | Crabairet                                                  | 44° 30′ 29″ N, 1° 38′ 40″ E / 44.5081°N,1.64444°E     | PA00094994 | Gruta de Pech-Merle · Vegeu més fotos d'aquest monument · Carregueu una nova foto d'aquest monument                                        |
| Dolmen del Mas d'Arjac                                     | Inv.  | Neolític                   | Crabairet Pech d'Aalcayre                                  | 44° 30′ 10″ N, 1° 40′ 29″ E / 44.5029°N,1.6747°E      | PA00094993 | Dolmen del Mas d'Arjac · Vegeu més fotos d'aquest monument · Carregueu una nova foto d'aquest monument                                     |
| Grutes de Marcenac                                         | Cat.  |                            | Crabairet                                                  | 44° 29′ 38″ N, 1° 39′ 13″ E / 44.4939°N,1.6536°E      | PA00094992 | Carregueu una nova foto d'aquest monument                                                                                                  |
| Castell                                                    | Cat.  | Segles XVI-XVII            | Crabairet                                                  | 44° 30′ 15″ N, 1° 39′ 15″ E / 44.504288°N,1.654062°E  | PA00094991 | Castell · Vegeu més fotos d'aquest monument · Carregueu una nova foto d'aquest monument                                                    |
| Presbiteri de la catedral                                  | Inv.  | Segle XVI                  | Caors rue de la Chantrerie                                 | 44° 26′ 50″ N, 1° 26′ 37″ E / 44.4471°N,1.4436°E      | PA00095028 | Presbiteri de la catedral · Vegeu més fotos d'aquest monument · Carregueu una nova foto d'aquest monument                                  |
| Edifici dit antic cuvier du Chapître                       | Cat.  | Segles XIII-XIV            | Caors 35 rue de la Chantrerie                              | 44° 26′ 49″ N, 1° 26′ 38″ E / 44.447083°N,1.443972°E  | PA00095004 | Edifici dit antic cuvier du Chapître · Vegeu més fotos d'aquest monument · Carregueu una nova foto d'aquest monument                       |
| Casa                                                       | Inv.  | Segle XIV                  | Caors 71 rue du Cheval-Blanc                               | 44° 26′ 41″ N, 1° 26′ 35″ E / 44.4446°N,1.4431°E      | PA46000002 | Casa · Vegeu més fotos d'aquest monument · Carregueu una nova foto d'aquest monument                                                       |
| Casa                                                       | Inv.  | Segle XVII                 | Caors 16 rue du Château-du-Roi                             | 44° 26′ 59″ N, 1° 26′ 30″ E / 44.449584°N,1.441673°E  | PA00095011 | Casa · Vegeu més fotos d'aquest monument · Carregueu una nova foto d'aquest monument                                                       |
| Casa medieval                                              | Inv.  | Segle XV                   | Caors 35 rue du Château-du-Roi                             | 44° 26′ 58″ N, 1° 26′ 30″ E / 44.4495°N,1.4418°E      | PA00132947 | Casa medieval · Carregueu una nova foto d'aquest monument                                                                                  |
| Casa renaixentista                                         | Cat.  | Segle XVI                  | Caors 40 rue du Docteur-Bergougnoux; abans 10              | 44° 26′ 42″ N, 1° 26′ 33″ E / 44.4451°N,1.4424°E      | PA00095012 | Casa renaixentista · Vegeu més fotos d'aquest monument · Carregueu una nova foto d'aquest monument                                         |
| Casa                                                       | Inv.  | Segle XV                   | Caors 83 rue du Docteur-Bergougnoux; abans 21              | 44° 26′ 43″ N, 1° 26′ 35″ E / 44.4453°N,1.443°E       | PA00095013 | Casa · Vegeu més fotos d'aquest monument · Carregueu una nova foto d'aquest monument                                                       |
| Casa                                                       | Inv.  | Segles XIII-XIV            | Caors 46 rue Donzelle                                      | 44° 26′ 43″ N, 1° 26′ 42″ E / 44.4452°N,1.4449°E      | PA46000003 | Casa · Vegeu més fotos d'aquest monument · Carregueu una nova foto d'aquest monument                                                       |
| Casa                                                       | Inv.  | Segle XV                   | Caors rue Fondue-Basse; rue de la Halle                    | 44° 26′ 47″ N, 1° 26′ 30″ E / 44.4463°N,1.4416°E      | PA00095014 | Casa · Vegeu més fotos d'aquest monument · Carregueu una nova foto d'aquest monument                                                       |
| Casa-torre                                                 | Inv.  | Segle XIII                 | Caors 2 rue du Four-Sainte-Catherine                       | 44° 26′ 57″ N, 1° 26′ 32″ E / 44.4492°N,1.4422°E      | PA00095302 | Casa-torre · Vegeu més fotos d'aquest monument · Carregueu una nova foto d'aquest monument                                                 |
| Arc de Diane                                               | Cat.  | Segle I; Gal·loromà        | Caors avenue Freyssinet; rue des Thermes                   | 44° 27′ 04″ N, 1° 26′ 13″ E / 44.451083°N,1.437056°E  | PA00094995 | Arc de Diane · Vegeu més fotos d'aquest monument · Carregueu una nova foto d'aquest monument                                               |
| Vestigis de l'amfiteatre romà                              | Inv.  | Gal·loromà                 | Caors allées Fénelon                                       | 44° 26′ 44″ N, 1° 26′ 27″ E / 44.4455°N,1.4408°E      | PA46000041 | Vestigis de l'amfiteatre romà · Vegeu més fotos d'aquest monument · Carregueu una nova foto d'aquest monument                              |
| Maison Trémolière                                          | Inv.  | Segles XIII-XV             | Caors place Galdemar                                       | 44° 26′ 46″ N, 1° 26′ 34″ E / 44.4461°N,1.4429°E      | PA00095015 | Maison Trémolière · Vegeu més fotos d'aquest monument · Carregueu una nova foto d'aquest monument                                          |
| Ajuntament                                                 | Inv.  | Segle XVII                 | Caors 73 boulevard Léon-Gambetta                           | 44° 26′ 48″ N, 1° 26′ 28″ E / 44.44675°N,1.441°E      | PA00095003 | Ajuntament · Vegeu més fotos d'aquest monument · Carregueu una nova foto d'aquest monument                                                 |
| Edifici dels Mirepoises                                    | Inv.  | Segles XVI-XVII            | Caors 15 boulevard Gambetta                                | 44° 27′ 03″ N, 1° 26′ 25″ E / 44.450833°N,1.440222°E  | PA00095005 | Edifici dels Mirepoises · Vegeu més fotos d'aquest monument · Carregueu una nova foto d'aquest monument                                    |
| Biblioteca municipal                                       | Cat.  | Segle xix                  | Caors boulevard Gambetta; place Aristide-Briand            | 44° 26′ 45″ N, 1° 26′ 27″ E / 44.4458°N,1.4408°E      | PA46000014 | Biblioteca municipal · Vegeu més fotos d'aquest monument · Carregueu una nova foto d'aquest monument                                       |
| Casa                                                       | Cat.  | Segle XIV                  | Caors 117 rue Lastié; abans 31                             | 44° 26′ 44″ N, 1° 26′ 40″ E / 44.4456°N,1.4445°E      | PA00095016 | Casa · Vegeu més fotos d'aquest monument · Carregueu una nova foto d'aquest monument                                                       |
| Maison Verdier                                             | Inv.  | Segle XV                   | Caors rue Nationale                                        | 44° 26′ 42″ N, 1° 26′ 35″ E / 44.44490°N,1.44319°E    | PA00095017 | Carregueu una nova foto d'aquest monument                                                                                                  |
| Casa                                                       | Inv.  | Segle XVII                 | Caors 116 rue Nationale; abans 2                           | 44° 26′ 45″ N, 1° 26′ 35″ E / 44.4457°N,1.443°E       | PA00095018 | Casa · Carregueu una nova foto d'aquest monument                                                                                           |
| Casa                                                       | Inv.  | Segle XVI                  | Caors 253 rue Nationale; abans 53                          | 44° 26′ 40″ N, 1° 26′ 37″ E / 44.4445°N,1.4435°E      | PA00095019 | Casa · Vegeu més fotos d'aquest monument · Carregueu una nova foto d'aquest monument                                                       |
| Casa                                                       | Inv.  | Segle XIII                 | Caors 321 rue Nationale; abans 69                          | 44° 26′ 37″ N, 1° 26′ 37″ E / 44.4437°N,1.4436°E      | PA00095020 | Casa · Vegeu més fotos d'aquest monument · Carregueu una nova foto d'aquest monument                                                       |
| Casa                                                       | Inv.  | Segle XV                   | Caors rue Pelegri                                          | 44° 26′ 57″ N, 1° 26′ 33″ E / 44.4493°N,1.4426°E      | PA00095021 | Casa · Vegeu més fotos d'aquest monument · Carregueu una nova foto d'aquest monument                                                       |
| Edifici                                                    | Inv.  | Segle XV                   | Caors rue Pelegri; 478 quai de Regourd                     | 44° 26′ 58″ N, 1° 26′ 34″ E / 44.4495°N,1.4428°E      | PA00095006 | Edifici · Vegeu més fotos d'aquest monument · Carregueu una nova foto d'aquest monument                                                    |
| Antic convent des Bénédictines de la Daurade               | Inv.  | Segles XII-XVII            | Caors rue du Pont-Neuf; quai Champollion                   | 44° 26′ 54″ N, 1° 26′ 36″ E / 44.4484°N,1.4432°E      | PA00095296 | Antic convent des Bénédictines de la Daurade · Vegeu més fotos d'aquest monument · Carregueu una nova foto d'aquest monument               |
| Edifici                                                    | Inv.  | Segles XV-XVI              | Caors 40 rue du Portail-Alban; abans 4                     | 44° 26′ 54″ N, 1° 26′ 27″ E / 44.4484°N,1.4408°E      | PA00095007 | Edifici · Vegeu més fotos d'aquest monument · Carregueu una nova foto d'aquest monument                                                    |
| Maison Issala                                              | Inv.  | Segle XVI                  | Caors rue de la Rivière                                    | 44° 27′ 27″ N, 1° 26′ 36″ E / 44.4574°N,1.4434°E      | PA00095010 | Carregueu una nova foto d'aquest monument                                                                                                  |
| Maison Lacoste                                             | Inv.  | Segle XVII                 | Caors 30 rue Saint-André                                   | 44° 26′ 53″ N, 1° 26′ 28″ E / 44.4481°N,1.441°E       | PA00095022 | Maison Lacoste · Vegeu més fotos d'aquest monument · Carregueu una nova foto d'aquest monument                                             |
| Maison Soulié du Bru                                       | Inv.  | Segle XVII                 | Caors rue des Soubirous                                    | 44° 27′ 02″ N, 1° 26′ 29″ E / 44.45051°N,1.44131°E    | PA00095023 | Maison Soulié du Bru · Vegeu més fotos d'aquest monument · Carregueu una nova foto d'aquest monument                                       |
| Antic convent des Soeurs de Gramat                         | Inv.  | Segles XV-XVII             | Caors rue des Soubirous                                    | 44° 27′ 01″ N, 1° 26′ 29″ E / 44.4503°N,1.4414°E      | PA00094999 | Antic convent des Soeurs de Gramat · Vegeu més fotos d'aquest monument · Carregueu una nova foto d'aquest monument                         |
| Antic palau de Via o Castell del Roi, actual presó d'Estat | Inv.  | Segle XIV                  | Caors rue des Soubirous                                    | 44° 27′ 00″ N, 1° 26′ 32″ E / 44.4499°N,1.4421°E      | PA00094998 | Antic palau de Via o Castell del Roi, actual presó d'Estat · Vegeu més fotos d'aquest monument · Carregueu una nova foto d'aquest monument |
| Residència medieval                                        | Inv.  | Segles XIII-XV             | Caors 88 rue des Soubirous; abans 24, impasse de Fouillac  | 44° 27′ 01″ N, 1° 26′ 29″ E / 44.4502°N,1.4413°E      | PA00095024 | Residència medieval · Vegeu més fotos d'aquest monument · Carregueu una nova foto d'aquest monument                                        |
| Antic bisbat concordat, actualment museu                   | Inv.  | Segle xix                  | Caors                                                      | 44° 26′ 55″ N, 1° 26′ 19″ E / 44.4485°N,1.4386°E      | PA46000015 | Antic bisbat concordat, actualment museu · Vegeu més fotos d'aquest monument · Carregueu una nova foto d'aquest monument                   |
| Antigues muralles                                          | Cat.  | Segles XIV-XV              | Caors                                                      | 44° 27′ 18″ N, 1° 26′ 20″ E / 44.455°N,1.438861°E     | PA00095029 | Antigues muralles · Vegeu més fotos d'aquest monument · Carregueu una nova foto d'aquest monument                                          |
| Pont Valentré                                              | Cat.  | Segle XVI                  | Caors                                                      | 44° 26′ 42″ N, 1° 25′ 54″ E / 44.445056°N,1.431667°E  | PA00095027 | Pont Valentré · Vegeu més fotos d'aquest monument · Carregueu una nova foto d'aquest monument                                              |
| Palau de Jean XXII                                         | Cat.  | Segle XIV                  | Caors                                                      | 44° 27′ 06″ N, 1° 26′ 25″ E / 44.45175°N,1.440333°E   | PA00095025 | Palau de Jean XXII · Vegeu més fotos d'aquest monument · Carregueu una nova foto d'aquest monument                                         |
| Maison de Henri IV                                         | Cat.  | Segle XVI                  | Caors                                                      | 44° 26′ 48″ N, 1° 26′ 40″ E / 44.44675°N,1.444583°E   | PA00095009 | Maison de Henri IV · Vegeu més fotos d'aquest monument · Carregueu una nova foto d'aquest monument                                         |
| Lycée Gambetta, antic col·legi dels Jesuites               | Cat.  | Segle XVII                 | Caors 105 rue Wilson                                       | 44° 26′ 45″ N, 1° 26′ 23″ E / 44.445917°N,1.439833°E  | PA00095008 | Lycée Gambetta, antic col·legi dels Jesuites · Vegeu més fotos d'aquest monument · Carregueu una nova foto d'aquest monument               |
| Antiga ermita                                              | Inv.  | Segle XVII                 | Caors                                                      | 44° 26′ 44″ N, 1° 25′ 35″ E / 44.445511°N,1.42632°E   | PA00095002 | Antiga ermita · Vegeu més fotos d'aquest monument · Carregueu una nova foto d'aquest monument                                              |
| Església Saint-Urcisse                                     | Cat.  | Segles XII-XIII            | Caors                                                      | 44° 26′ 46″ N, 1° 26′ 41″ E / 44.446111°N,1.444694°E  | PA00095001 | Església Saint-Urcisse · Vegeu més fotos d'aquest monument · Carregueu una nova foto d'aquest monument                                     |
| Església Saint-Barthélémy                                  | Cat.  | Segle XIV                  | Caors rue Saint-Barthélemy                                 | 44° 27′ 07″ N, 1° 26′ 26″ E / 44.452°N,1.4405°E       | PA00095000 | Església Saint-Barthélémy · Vegeu més fotos d'aquest monument · Carregueu una nova foto d'aquest monument                                  |
| Catedral Saint-Étienne                                     | Cat.  | Segles XII-XIII            | Caors place Jean Jacques Chapou                            | 44° 26′ 50″ N, 1° 26′ 35″ E / 44.447222°N,1.443056°E  | PA00094997 | Catedral Saint-Étienne · Vegeu més fotos d'aquest monument · Carregueu una nova foto d'aquest monument                                     |
| Antic ardiaconat                                           | Cat.  | Segle XVI                  | Caors 38 rue de la Chantrerie                              | 44° 26′ 49″ N, 1° 26′ 37″ E / 44.4469°N,1.4436°E      | PA00094996 | Antic ardiaconat · Vegeu més fotos d'aquest monument · Carregueu una nova foto d'aquest monument                                           |
| Església                                                   | Cat.  | Segles XII-XV              | Calhac                                                     | 44° 29′ 13″ N, 1° 21′ 07″ E / 44.486908°N,1.351898°E  | PA00095031 | Església · Vegeu més fotos d'aquest monument · Carregueu una nova foto d'aquest monument                                                   |
| Castell de la Grézette                                     | Cat.  | Segles XV-XVI              | Calhac                                                     | 44° 29′ 16″ N, 1° 21′ 50″ E / 44.4878°N,1.3639°E      | PA00095030 | Castell de la Grézette · Vegeu més fotos d'aquest monument · Carregueu una nova foto d'aquest monument                                     |
| Castell                                                    | Inv.  | Segle XV                   | Calamana                                                   | 44° 31′ 23″ N, 1° 23′ 38″ E / 44.523146°N,1.393987°E  | PA00095034 | Castell · Modifica el valor a Wikidata · Carregueu una nova foto d'aquest monument                                                         |
| Església                                                   | Inv.  | Segles XII-XV              | Cambairac                                                  | 44° 25′ 36″ N, 1° 17′ 07″ E / 44.426747°N,1.28517°E   | PA00095036 | Església · Vegeu més fotos d'aquest monument · Carregueu una nova foto d'aquest monument                                                   |
| Altal des Rogations o oratori de Sauzet                    | Inv.  | Edat mitjana               | Carnac e Rofiac                                            | 44° 24′ 27″ N, 1° 14′ 33″ E / 44.4074°N,1.2425°E      | PA00095046 | Carregueu una nova foto d'aquest monument                                                                                                  |
| Església                                                   | Inv.  | Segle XII                  | Cassanhas                                                  | 44° 33′ 32″ N, 1° 08′ 17″ E / 44.558898°N,1.137943°E  | PA00095047 | Església · Vegeu més fotos d'aquest monument · Carregueu una nova foto d'aquest monument                                                   |
| Església                                                   | Cat.  | Segle XIV                  | Castèlfranc                                                | 44° 30′ 05″ N, 1° 13′ 23″ E / 44.501307°N,1.223119°E  | PA00095048 | Església · Vegeu més fotos d'aquest monument · Carregueu una nova foto d'aquest monument                                                   |
| Zona arqueològica de les ruïnes gal·loromanes del Souquet  | Inv.  | Gal·loromà                 | Castèlnau de Montratièr                                    | 44° 16′ 34″ N, 1° 17′ 54″ E / 44.2761°N,1.2983°E      | PA46000019 | Carregueu una nova foto d'aquest monument                                                                                                  |
| Ajuntament                                                 | Inv.  | Segles XIV-XVII            | Castèlnau de Montratièr                                    | 44° 16′ 03″ N, 1° 21′ 11″ E / 44.267424°N,1.352951°E  | PA00095051 | Ajuntament · Vegeu més fotos d'aquest monument · Carregueu una nova foto d'aquest monument                                                 |
| Església de Russac                                         | Inv.  | Segles XI-XII              | Castèlnau de Montratièr                                    | 44° 15′ 03″ N, 1° 21′ 15″ E / 44.250706°N,1.354151°E  | PA00095050 | Església de Russac · Vegeu més fotos d'aquest monument · Carregueu una nova foto d'aquest monument                                         |
| Castell                                                    | Inv.  | Segle XIII                 | Castèlnau de Montratièr                                    | 44° 16′ 02″ N, 1° 21′ 14″ E / 44.267159°N,1.35388°E   | PA00095049 | Castell · Vegeu més fotos d'aquest monument · Carregueu una nova foto d'aquest monument                                                    |
| Església de Salvezou                                       | Inv.  | Segles XIV-XVI             | Catús                                                      | 44° 34′ 48″ N, 1° 20′ 59″ E / 44.580018°N,1.349626°E  | PA00095286 | Església de Salvezou · Vegeu més fotos d'aquest monument · Carregueu una nova foto d'aquest monument                                       |
| Antic priorat Saint-Jean                                   | Inv.  | Segles XII-XIV             | Catús                                                      | 44° 33′ 22″ N, 1° 20′ 09″ E / 44.556117°N,1.335837°E  | PA00095053 | Antic priorat Saint-Jean · Vegeu més fotos d'aquest monument · Carregueu una nova foto d'aquest monument                                   |
| Castrum de Casals                                          | Inv.  | Segle XII                  | Casals Chemin du Castrum                                   | 44° 38′ 41″ N, 1° 13′ 43″ E / 44.6447°N,1.2287°E      | PA00132875 | Carregueu una nova foto d'aquest monument                                                                                                  |
| Castell i el seu molí de vent                              | Cat.  | Segles XVI-XIX             | Siurac le Château de Cieurac                               | 44° 22′ 12″ N, 1° 31′ 19″ E / 44.369909°N,1.521896°E  | PA00095059 | Castell i el seu molí de vent · Vegeu més fotos d'aquest monument · Carregueu una nova foto d'aquest monument                              |
| Dolmen del Mas de Labat                                    | Inv.  | Neolític                   | Senebièras                                                 | 44° 26′ 37″ N, 1° 43′ 52″ E / 44.4436°N,1.731°E       | PA00095057 | Dolmen del Mas de Labat · Carregueu una nova foto d'aquest monument                                                                        |
| Castell                                                    | Cat.  | Segles XIII-XIV            | Senebièras                                                 | 44° 27′ 46″ N, 1° 45′ 13″ E / 44.462835°N,1.753682°E  | PA00095056 | Castell · Vegeu més fotos d'aquest monument · Carregueu una nova foto d'aquest monument                                                    |
| Església Saint-Clément                                     | Inv.  | Segle XV                   | Cesac Grauffet                                             | 44° 19′ 45″ N, 1° 19′ 55″ E / 44.329029°N,1.332067°E  | PA00095058 | Carregueu una nova foto d'aquest monument                                                                                                  |
| Castell Boutier                                            | Inv.  |                            | Duravèl                                                    | 44° 30′ 58″ N, 1° 04′ 48″ E / 44.515994°N,1.080037°E  | PA00095305 | Castell Boutier · Carregueu una nova foto d'aquest monument                                                                                |
| Església de Saint-Avit                                     | Inv.  | Segle XI                   | Duravèl                                                    | 44° 31′ 57″ N, 1° 04′ 13″ E / 44.532531°N,1.070252°E  | PA00095065 | Carregueu una nova foto d'aquest monument                                                                                                  |
| Església                                                   | Inv.  | Segles XII-XV              | Duravèl                                                    | 44° 30′ 59″ N, 1° 04′ 46″ E / 44.516315°N,1.079535°E  | PA00095064 | Església · Vegeu més fotos d'aquest monument · Carregueu una nova foto d'aquest monument                                                   |
| Castell de Saint-Privat                                    | Inv.  | Segle XV                   | Flaunhac                                                   | 44° 18′ 21″ N, 1° 25′ 27″ E / 44.30581°N,1.42429°E    | PA46000027 | Castell de Saint-Privat · Vegeu més fotos d'aquest monument · Carregueu una nova foto d'aquest monument                                    |
| Església Saint-Pierre-Liversou                             | Cat.  | Segles XII-XIV             | Francolès Saint-Pierre-Liversou                            | 44° 33′ 33″ N, 1° 29′ 14″ E / 44.5592°N,1.48712°E     | PA00095094 | Carregueu una nova foto d'aquest monument                                                                                                  |
| Església Saint-Pierre-aux-Liens                            | Inv.  | Segle XII                  | Francolès                                                  | 44° 33′ 33″ N, 1° 29′ 14″ E / 44.559148°N,1.487151°E  | PA00095093 | Església Saint-Pierre-aux-Liens · Vegeu més fotos d'aquest monument · Carregueu una nova foto d'aquest monument                            |
| Zona arqueològica de les grutes de Combe Nègre             | Inv.  | Paleolític                 | Fraissinet lo Gelat Combe Nègre                            | 44° 29′ 14″ N, 1° 08′ 08″ E / 44.4872°N,1.1356°E      | PA46000043 | Carregueu una nova foto d'aquest monument                                                                                                  |
| Casa amb colomars                                          | Inv.  | Segles XVII-XVIII          | Gigosac                                                    | 44° 35′ 03″ N, 1° 26′ 01″ E / 44.5842°N,1.4337°E      | PA00095096 | Casa amb colomars · Carregueu una nova foto d'aquest monument                                                                              |
| Església Saint-Pierre-ès-Liens                             | Inv.  | Segles XII-XIV             | Gigosac                                                    | 44° 34′ 58″ N, 1° 26′ 01″ E / 44.582889°N,1.433539°E  | PA00095095 | Carregueu una nova foto d'aquest monument                                                                                                  |
| Granja de la Fontaine Haute                                | Inv.  | Segle XVII                 | Gojonac                                                    | 44° 34′ 39″ N, 1° 12′ 11″ E / 44.5774°N,1.203°E       | PA46000033 | Granja de la Fontaine Haute · Vegeu més fotos d'aquest monument · Carregueu una nova foto d'aquest monument                                |
| Església Saint-Pierre-ès-Liens                             | Inv.  | Segles XII-XIV             | Gojonac                                                    | 44° 34′ 34″ N, 1° 11′ 47″ E / 44.576155°N,1.196324°E  | PA00095099 | Església Saint-Pierre-ès-Liens · Vegeu més fotos d'aquest monument · Carregueu una nova foto d'aquest monument                             |
| Castell de La Coste                                        | Inv.  | Segles XIV-XV              | Gresèls                                                    | 44° 28′ 37″ N, 1° 09′ 28″ E / 44.476911°N,1.157738°E  | PA00095107 | Castell de La Coste · Vegeu més fotos d'aquest monument · Carregueu una nova foto d'aquest monument                                        |
| Antic convent                                              | Cat.  | Segles XIV-XV              | Las Joanias                                                | 44° 32′ 08″ N, 1° 14′ 10″ E / 44.535422°N,1.236246°E  | PA00095117 | Antic convent · Carregueu una nova foto d'aquest monument                                                                                  |
| Maison Cavaillé                                            | Cat.  | Segle XIV                  | Las Joanias la Masse                                       | 44° 31′ 36″ N, 1° 13′ 57″ E / 44.526568°N,1.232443°E  | PA00095116 | Maison Cavaillé · Vegeu més fotos d'aquest monument · Carregueu una nova foto d'aquest monument                                            |
| Església Saint-Perdufle de la Masse, o Saint-Perdou        | Inv.  | Segle XIII                 | Las Joanias                                                | 44° 31′ 35″ N, 1° 13′ 58″ E / 44.526523°N,1.232649°E  | PA00095115 | Església Saint-Perdufle de la Masse, o Saint-Perdou · Vegeu més fotos d'aquest monument · Carregueu una nova foto d'aquest monument        |
| Església de Canourgues                                     | Inv.  | Segle XIII                 | Las Joanias Canourgues                                     | 44° 32′ 51″ N, 1° 14′ 18″ E / 44.547596°N,1.238373°E  | PA00095114 | Església de Canourgues · Carregueu una nova foto d'aquest monument                                                                         |
| Castell                                                    | Inv.  | Segles XIII-XVI            | Las Joanias                                                | 44° 32′ 14″ N, 1° 14′ 03″ E / 44.537265°N,1.234256°E  | PA00095113 | Castell · Vegeu més fotos d'aquest monument · Carregueu una nova foto d'aquest monument                                                    |
| Església                                                   | Inv.  | Segles XV-XVII             | L'Albenca                                                  | 44° 20′ 15″ N, 1° 32′ 48″ E / 44.337488°N,1.546712°E  | PA00095120 | Església · Vegeu més fotos d'aquest monument · Carregueu una nova foto d'aquest monument                                                   |
| Borie de Savanac                                           | Inv.  | Segle XIII                 | La Magdalena Savanac                                       | 44° 27′ 42″ N, 1° 30′ 53″ E / 44.4618°N,1.5148°E      | PA00125600 | Borie de Savanac · Vegeu més fotos d'aquest monument · Carregueu una nova foto d'aquest monument                                           |
| Antic priorat                                              | Inv.  | Segles XII-XIII            | La Ramièra                                                 | 44° 21′ 19″ N, 1° 52′ 41″ E / 44.355328°N,1.877943°E  | PA00095125 | Antic priorat · Vegeu més fotos d'aquest monument · Carregueu una nova foto d'aquest monument                                              |
| Dolmen de Marcigaliet 1                                    | Cat.  | Neolític                   | La Ramièra                                                 | 44° 21′ 51″ N, 1° 51′ 10″ E / 44.3641°N,1.8528°E      | PA00095124 | Dolmen de Marcigaliet 1 · Vegeu més fotos d'aquest monument · Carregueu una nova foto d'aquest monument                                    |
| Dolmen                                                     | Cat.  | Neolític                   | La Ramièra Peyco Levado                                    | 44° 21′ 01″ N, 1° 50′ 39″ E / 44.3503°N,1.8443°E      | PA00095123 | Dolmen · Vegeu més fotos d'aquest monument · Carregueu una nova foto d'aquest monument                                                     |
| Ruïnes de la torre de peatge                               | Inv.  | Segle XIII                 | La Ròca dels Arcs                                          | 44° 28′ 30″ N, 1° 28′ 10″ E / 44.475127°N,1.469402°E  | PA00095128 | Ruïnes de la torre de peatge · Vegeu més fotos d'aquest monument · Carregueu una nova foto d'aquest monument                               |
| Castell                                                    | Inv.  | Segles XII-XVI             | La Ròca dels Arcs                                          | 44° 28′ 21″ N, 1° 27′ 06″ E / 44.472574°N,1.451592°E  | PA00095127 | Castell · Vegeu més fotos d'aquest monument · Carregueu una nova foto d'aquest monument                                                    |
| Dolmen la Pierre-Levée                                     | Cat.  | Neolític                   | Lentilhac del Causse                                       | 44° 33′ 11″ N, 1° 38′ 52″ E / 44.553162°N,1.647689°E  | PA00095133 | Dolmen la Pierre-Levée · Modifica el valor a Wikidata · Carregueu una nova foto d'aquest monument                                          |
| Casa                                                       | Inv.  | Segles XV-XVI              | L'Èrm                                                      | 44° 34′ 05″ N, 1° 14′ 44″ E / 44.568065°N,1.245535°E  | PA00095136 | Casa · Carregueu una nova foto d'aquest monument                                                                                           |
| Església Notre-Dame                                        | Inv.  | Segle XII                  | L'Èrm                                                      | 44° 34′ 05″ N, 1° 14′ 46″ E / 44.568105°N,1.246039°E  | PA00095135 | Església Notre-Dame · Vegeu més fotos d'aquest monument · Carregueu una nova foto d'aquest monument                                        |
| Dolmen de Pech-Lapeyre                                     | Cat.  | Neolític                   | Limonha de Carcin                                          | 44° 24′ 07″ N, 1° 45′ 08″ E / 44.4019°N,1.7523°E      | PA00095141 | Dolmen de Pech-Lapeyre · Vegeu més fotos d'aquest monument · Carregueu una nova foto d'aquest monument                                     |
| Dolmen de Pajot                                            | Cat.  | Neolític                   | Limonha de Carcin Lapeyrette                               | 44° 23′ 16″ N, 1° 46′ 48″ E / 44.3877°N,1.7799°E      | PA00095140 | Dolmen de Pajot · Carregueu una nova foto d'aquest monument                                                                                |
| Dolmen de Joncas                                           | Inv.  | Neolític                   | Limonha de Carcin A la Bouysse de Jonlas                   | 44° 23′ 24″ N, 1° 45′ 07″ E / 44.39°N,1.7519°E        | PA00095139 | Dolmen de Joncas · Vegeu més fotos d'aquest monument · Carregueu una nova foto d'aquest monument                                           |
| Dolmen de Ferrières-Haut                                   | Cat.  | Neolític                   | Limonha de Carcin Pech Lavade                              | 44° 22′ 53″ N, 1° 44′ 27″ E / 44.3813°N,1.7408°E      | PA00095138 | Dolmen de Ferrières-Haut · Carregueu una nova foto d'aquest monument                                                                       |
| Dolmen d'Agarnel                                           | Cat.  | Neolític                   | Limonha de Carcin Bosgarnel                                | 44° 24′ 58″ N, 1° 47′ 05″ E / 44.4161°N,1.7847°E      | PA00095137 | Dolmen d'Agarnel · Vegeu més fotos d'aquest monument · Carregueu una nova foto d'aquest monument                                           |
| Església                                                   | Inv.  | Segle XIV                  | Lusèg Hameau de Camy                                       | 44° 29′ 13″ N, 1° 15′ 34″ E / 44.486939°N,1.259525°E  | PA00095152 | Església · Vegeu més fotos d'aquest monument · Carregueu una nova foto d'aquest monument                                                   |
| Capella Saint-Jacques dita dels Pénitents Bleus            | Inv.  | Segle XIII                 | Lusèg                                                      | 44° 28′ 44″ N, 1° 17′ 10″ E / 44.478914°N,1.286184°E  | PA00135464 | Capella Saint-Jacques dita dels Pénitents Bleus · Vegeu més fotos d'aquest monument · Carregueu una nova foto d'aquest monument            |
| Església Saint-Martin-de-Caïx                              | Inv.  | Segle xix                  | Lusèg                                                      | 44° 29′ 28″ N, 1° 17′ 46″ E / 44.491082°N,1.2961°E    | PA00125601 | Església Saint-Martin-de-Caïx · Vegeu més fotos d'aquest monument · Carregueu una nova foto d'aquest monument                              |
| Parts de l'oppidum                                         | Cat.  | Edat del ferro; Gal·loromà | Lusèg l'Impernal; l'Impernal Pech                          | 44° 29′ 14″ N, 1° 17′ 01″ E / 44.487256°N,1.283544°E  | PA00095154 | Parts de l'oppidum · Vegeu més fotos d'aquest monument · Carregueu una nova foto d'aquest monument                                         |
| Maison des Consuls                                         | Inv.  | Segle XIV                  | Lusèg                                                      | 44° 28′ 44″ N, 1° 17′ 11″ E / 44.478813°N,1.286345°E  | PA00095153 | Maison des Consuls · Vegeu més fotos d'aquest monument · Carregueu una nova foto d'aquest monument                                         |
| Antic castell                                              | Cat.  | Segle XIII                 | Lusèg                                                      | 44° 28′ 48″ N, 1° 17′ 11″ E / 44.47992°N,1.28634°E    | PA00095151 | Antic castell · Vegeu més fotos d'aquest monument · Carregueu una nova foto d'aquest monument                                              |
| Capella de Notre-Dame-de-l'Ile                             | Inv.  | Segle XVI                  | Lusèg                                                      | 44° 27′ 45″ N, 1° 17′ 25″ E / 44.462505°N,1.290282°E  | PA00095150 | Capella de Notre-Dame-de-l'Ile · Vegeu més fotos d'aquest monument · Carregueu una nova foto d'aquest monument                             |
| Granja de Bouteille-Haut                                   | Inv.  | Segles XVII-XVIII          | Marminhac                                                  | 44° 39′ 23″ N, 1° 12′ 54″ E / 44.6565°N,1.2151°E      | PA00135465 | Carregueu una nova foto d'aquest monument                                                                                                  |
| Ruïnes de la vila d'Orgueil                                | Inv.  | Edat mitjana               | Maurós                                                     | 44° 28′ 25″ N, 1° 02′ 31″ E / 44.473627°N,1.041877°E  | PA00125602 | Carregueu una nova foto d'aquest monument                                                                                                  |
| Església de Cabanac                                        | Inv.  | Segles XII-XIV             | Maurós                                                     | 44° 28′ 04″ N, 1° 02′ 43″ E / 44.467747°N,1.045294°E  | PA00095163 | Església de Cabanac · Vegeu més fotos d'aquest monument · Carregueu una nova foto d'aquest monument                                        |
| Restes del castell de Roussillon                           | Inv.  | Segles XII-XV              | Maxon                                                      | 44° 31′ 04″ N, 1° 27′ 29″ E / 44.51775°N,1.458°E      | PA00095164 | Restes del castell de Roussillon · Vegeu més fotos d'aquest monument · Carregueu una nova foto d'aquest monument                           |
| Castell dels Bouysses                                      | Inv.  | Segles XIII-XIX            | Mercuès                                                    | 44° 29′ 09″ N, 1° 22′ 58″ E / 44.485917°N,1.3828889°E | PA00095292 | Castell dels Bouysses · Modifica el valor a Wikidata · Carregueu una nova foto d'aquest monument                                           |
| Castell de Mercuès                                         | Inv.  | Segles XV-XVII             | Mercuès                                                    | 44° 29′ 47″ N, 1° 23′ 43″ E / 44.4964°N,1.3953°E      | PA00095166 | Castell de Mercuès · Vegeu més fotos d'aquest monument · Carregueu una nova foto d'aquest monument                                         |
| Església                                                   | Cat.  |                            | Lo Montat                                                  | 44° 22′ 50″ N, 1° 26′ 56″ E / 44.38063°N,1.448827°E   | PA00095169 | Església · Vegeu més fotos d'aquest monument · Carregueu una nova foto d'aquest monument                                                   |
| Zona arqueològica de la gruta de Pestillac                 | Inv.  |                            | Montcabrièr                                                | 44° 32′ 49″ N, 1° 03′ 50″ E / 44.546946°N,1.063952°E  | PA46000045 | Carregueu una nova foto d'aquest monument                                                                                                  |
| Casa                                                       | Inv.  | Segle XVI                  | Montcabrièr                                                | 44° 32′ 29″ N, 1° 04′ 25″ E / 44.5415°N,1.0737°E      | PA00095173 | Casa · Vegeu més fotos d'aquest monument · Carregueu una nova foto d'aquest monument                                                       |
| Ruïnes de l'església i castell de Pestillac                | Inv.  | Segle XII                  | Montcabrièr Pestillac                                      | 44° 32′ 46″ N, 1° 04′ 03″ E / 44.546051°N,1.067624°E  | PA00095172 | Carregueu una nova foto d'aquest monument                                                                                                  |
| Església Saint-Louis                                       | Inv.  | Segles XIII-XIV            | Montcabrièr                                                | 44° 32′ 32″ N, 1° 04′ 26″ E / 44.542102°N,1.074004°E  | PA00095171 | Església Saint-Louis · Vegeu més fotos d'aquest monument · Carregueu una nova foto d'aquest monument                                       |
| Castell                                                    | Inv.  | Segle XVI                  | Montclarat                                                 | 44° 37′ 08″ N, 1° 12′ 39″ E / 44.618972°N,1.2109444°E | PA00095174 | Castell · Vegeu més fotos d'aquest monument · Carregueu una nova foto d'aquest monument                                                    |
| Torre                                                      | Cat.  | Segle XIV                  | Montcuc                                                    | 44° 20′ 22″ N, 1° 12′ 31″ E / 44.339361°N,1.2085556°E | PA00095177 | Torre · Vegeu més fotos d'aquest monument · Carregueu una nova foto d'aquest monument                                                      |
| Església de Rouillac                                       | Inv.  | Segle XII                  | Montcuc Rouillac                                           | 44° 18′ 42″ N, 1° 12′ 55″ E / 44.311789°N,1.21532°E   | PA00095176 | Església de Rouillac · Vegeu més fotos d'aquest monument · Carregueu una nova foto d'aquest monument                                       |
| Castell de Charry                                          | Inv.  | Segles XV-XVII             | Montcuc                                                    | 44° 19′ 05″ N, 1° 13′ 23″ E / 44.318164°N,1.223085°E  | PA00095175 | Carregueu una nova foto d'aquest monument                                                                                                  |
| Castell de Crabillé                                        | Inv.  | Segle xix                  | Montgestin                                                 | 44° 33′ 52″ N, 1° 17′ 09″ E / 44.5645°N,1.2857222°E   | PA00125604 | Carregueu una nova foto d'aquest monument                                                                                                  |
| Casa-forta de Labastide-Floyras                            | Inv.  | Edat mitjana               | Pontcirc Labastidette Haute                                | 44° 32′ 50″ N, 1° 16′ 21″ E / 44.547309°N,1.272402°E  | PA00125605 | Casa-forta de Labastide-Floyras · Carregueu una nova foto d'aquest monument                                                                |
| Dolmen de la Bertrandoune                                  | Inv.  | Neolític                   | Praissac le Causse                                         | 44° 31′ 42″ N, 1° 13′ 06″ E / 44.52842°N,1.21846°E    | PA00095184 | Carregueu una nova foto d'aquest monument                                                                                                  |
| Castell del Théron                                         | Inv.  | Segles XIII-XIV            | Praissac                                                   | 44° 31′ 17″ N, 1° 10′ 21″ E / 44.521345°N,1.17241°E   | PA00095183 | Carregueu una nova foto d'aquest monument                                                                                                  |
| Calvari cobert del cementiri                               | Inv.  |                            | Puèg l'Avesque cementiri                                   | 44° 30′ 19″ N, 1° 08′ 23″ E / 44.505208°N,1.139652°E  | PA00095189 | Calvari cobert del cementiri · Vegeu més fotos d'aquest monument · Carregueu una nova foto d'aquest monument                               |
| Església Saint-Saturnin de Cazes                           | Inv.  | Segle XVIII                | Puèg l'Avesque                                             | 44° 31′ 06″ N, 1° 06′ 19″ E / 44.518308°N,1.105352°E  | PA46000031 | Església Saint-Saturnin de Cazes · Vegeu més fotos d'aquest monument · Carregueu una nova foto d'aquest monument                           |
| Església de Martignac                                      | Cat.  | Segles XII-XV              | Puèg l'Avesque                                             | 44° 31′ 49″ N, 1° 08′ 04″ E / 44.530388°N,1.134454°E  | PA00095191 | Església de Martignac · Vegeu més fotos d'aquest monument · Carregueu una nova foto d'aquest monument                                      |
| Església                                                   | Inv.  | Segles XIV-XV              | Puèg l'Avesque                                             | 44° 30′ 18″ N, 1° 08′ 22″ E / 44.504992°N,1.139547°E  | PA00095190 | Església · Vegeu més fotos d'aquest monument · Carregueu una nova foto d'aquest monument                                                   |
| Dolmen Les Clos Grands                                     | Inv.  |                            | Salhac Cloups Grands                                       | 44° 19′ 33″ N, 1° 42′ 08″ E / 44.3257°N,1.7021°E      | PA00095213 | Carregueu una nova foto d'aquest monument                                                                                                  |
| Dolmen de Dirau                                            | Inv.  |                            | Salhac Sanguinnade                                         | 44° 20′ 30″ N, 1° 44′ 28″ E / 44.3417°N,1.7411°E      | PA00095212 | Dolmen de Dirau · Vegeu més fotos d'aquest monument · Carregueu una nova foto d'aquest monument                                            |
| Dolmen de Crouzeilles                                      | Inv.  |                            | Salhac la Rouquette                                        | 44° 20′ 12″ N, 1° 43′ 48″ E / 44.3366°N,1.73°E        | PA00095211 | Dolmen de Crouzeilles · Carregueu una nova foto d'aquest monument                                                                          |
| Església                                                   | Inv.  | Segles XII-XVIII           | Sent Crabasi                                               | 44° 36′ 24″ N, 1° 09′ 32″ E / 44.6068°N,1.159°E       | PA00095215 | Església · Vegeu més fotos d'aquest monument · Carregueu una nova foto d'aquest monument                                                   |
| Edifici                                                    | Cat.  | Segle XIV                  | Sent Circ de la Pòpia place du Corral                      | 44° 27′ 53″ N, 1° 40′ 16″ E / 44.4648°N,1.671°E       | PA00095228 | Edifici · Vegeu més fotos d'aquest monument · Carregueu una nova foto d'aquest monument                                                    |
| Maison Liauzu-Vinel                                        | Cat.  | Segle XV                   | Sent Circ de la Pòpia Grande-Rue                           | 44° 27′ 52″ N, 1° 40′ 10″ E / 44.464535°N,1.669525°E  | PA00095232 | Carregueu una nova foto d'aquest monument                                                                                                  |
| Maison Bessac                                              | Cat.  | Segle XIV                  | Sent Circ de la Pòpia Grande-Rue                           | 44° 27′ 52″ N, 1° 40′ 10″ E / 44.4645°N,1.6694°E      | PA00095231 | Maison Bessac · Vegeu més fotos d'aquest monument · Carregueu una nova foto d'aquest monument                                              |
| Casa                                                       | Inv.  | Segle XV                   | Sent Circ de la Pòpia rue de l'Industrie                   | 44° 27′ 52″ N, 1° 40′ 07″ E / 44.464462°N,1.668677°E  | PA00095234 | Casa · Carregueu una nova foto d'aquest monument                                                                                           |
| Casa                                                       | Inv.  | Segle XV                   | Sent Circ de la Pòpia place du Sombral; rue de l'Industrie | 44° 27′ 52″ N, 1° 40′ 07″ E / 44.464531°N,1.668629°E  | PA00095233 | Casa · Carregueu una nova foto d'aquest monument                                                                                           |
| Colomar de Bancourel                                       | Inv.  | Segle XVIII                | Sent Circ de la Pòpia                                      | 44° 27′ 58″ N, 1° 39′ 55″ E / 44.466005°N,1.66541°E   | PA46000046 | Colomar de Bancourel · Vegeu més fotos d'aquest monument · Carregueu una nova foto d'aquest monument                                       |
| Gruta del Moulin                                           | Inv.  | Paleolític                 | Sent Circ de la Pòpia                                      | 44° 28′ 21″ N, 1° 38′ 56″ E / 44.472555°N,1.648797°E  | PA00125606 | Carregueu una nova foto d'aquest monument                                                                                                  |
| Molí d'aigua                                               | Inv.  | Segles XV-XVIII            | Sent Circ de la Pòpia Portes-Roques                        | 44° 28′ 01″ N, 1° 40′ 31″ E / 44.466828°N,1.675152°E  | PA00095237 | Molí d'aigua · Vegeu més fotos d'aquest monument · Carregueu una nova foto d'aquest monument                                               |
| Antic hospital, actualment maison Daura                    | Inv.  | Segles XIII-XV             | Sent Circ de la Pòpia                                      | 44° 27′ 52″ N, 1° 40′ 13″ E / 44.46445°N,1.670201°E   | PA00095236 | Antic hospital, actualment maison Daura · Vegeu més fotos d'aquest monument · Carregueu una nova foto d'aquest monument                    |
| Casa del segle xiii                                        | Inv.  | Segle XIII                 | Sent Circ de la Pòpia le Bourg                             | 44° 27′ 52″ N, 1° 40′ 17″ E / 44.464357°N,1.671309°E  | PA00095235 | Casa del segle xiii · Carregueu una nova foto d'aquest monument                                                                            |
| Casa del segle xv                                          | Cat.  | Segle XV                   | Sent Circ de la Pòpia                                      | 44° 27′ 52″ N, 1° 40′ 11″ E / 44.4645°N,1.6698°E      | PA00095230 | Carregueu una nova foto d'aquest monument                                                                                                  |
| Maison Bordes                                              | Cat.  | Segle XIV                  | Sent Circ de la Pòpia                                      | 44° 27′ 52″ N, 1° 40′ 20″ E / 44.4644°N,1.6722°E      | PA00095229 | Maison Bordes · Vegeu més fotos d'aquest monument · Carregueu una nova foto d'aquest monument                                              |
| Església                                                   | Cat.  | Segles XII-XIII            | Sent Circ de la Pòpia                                      | 44° 27′ 52″ N, 1° 40′ 12″ E / 44.464437°N,1.669862°E  | PA00095227 | Església · Vegeu més fotos d'aquest monument · Carregueu una nova foto d'aquest monument                                                   |
| Castell de Marcillac                                       | Inv.  | Segles XVII-XVIII          | Sent Çaprian                                               | 44° 18′ 30″ N, 1° 14′ 48″ E / 44.3084°N,1.2466°E      | PA00095239 | Carregueu una nova foto d'aquest monument                                                                                                  |
| Zona arqueològica de la gruta de la Bigourdane             | Inv.  | Paleolític                 | Sent Juèli i Vèrn                                          | 44° 28′ 45″ N, 1° 34′ 33″ E / 44.4793°N,1.5757°E      | PA00132677 | Carregueu una nova foto d'aquest monument                                                                                                  |
| Gruta prehistòrica ornamentada                             | Cat.  | Prehistòria                | Sent Juèli i Vèrn Combe de Pargouzet                       | 44° 29′ 17″ N, 1° 36′ 48″ E / 44.4881°N,1.6133°E      | PA00095240 | Carregueu una nova foto d'aquest monument                                                                                                  |
| Església Notre-Dame-de-Vêles                               | Cat.  | Segle XIII                 | Sent Juèli i Vèrn                                          | 44° 28′ 39″ N, 1° 32′ 56″ E / 44.477431°N,1.548997°E  | PA00095281 | Església Notre-Dame-de-Vêles · Vegeu més fotos d'aquest monument · Carregueu una nova foto d'aquest monument                               |
| Aqüeducte gal·loromà                                       | Inv.  | Gal·loromà                 | Sent Juèli i Vèrn                                          | 44° 28′ 56″ N, 1° 33′ 02″ E / 44.482225°N,1.550438°E  | PA00095280 | Aqüeducte gal·loromà · Carregueu una nova foto d'aquest monument                                                                           |
| Església Saint-Martin                                      | Inv.  | Segles XV-XVI              | Sent Martin de Vèrn                                        | 44° 34′ 50″ N, 1° 33′ 32″ E / 44.580622°N,1.558836°E  | PA00095245 | Església Saint-Martin · Vegeu més fotos d'aquest monument · Carregueu una nova foto d'aquest monument                                      |
| Torre medieval de Mescalprès                               | Cat.  | Segle XIV                  | Sent Martin lo Redond                                      | 44° 32′ 20″ N, 1° 02′ 22″ E / 44.538986°N,1.039552°E  | PA00135706 | Carregueu una nova foto d'aquest monument                                                                                                  |
| Casal del Rouergoux                                        | Inv.  | Segle XVII                 | Sant Miard Le Rouergoux                                    | 44° 32′ 57″ N, 1° 17′ 20″ E / 44.549204°N,1.288978°E  | PA00095246 | Carregueu una nova foto d'aquest monument                                                                                                  |
| Església                                                   | Inv.  | Segles XII-XV              | Sent Pantaleon                                             | 44° 22′ 06″ N, 1° 15′ 59″ E / 44.368272°N,1.266292°E  | PA00095248 | Església · Vegeu més fotos d'aquest monument · Carregueu una nova foto d'aquest monument                                                   |
| Maison Peindariès                                          | Cat.  | Segle XVI                  | Sent Vincenç de Riba d'Òlt Rue de Gracia                   | 44° 27′ 55″ N, 1° 18′ 01″ E / 44.4653°N,1.3002°E      | PA00095253 | Carregueu una nova foto d'aquest monument                                                                                                  |
| Maison Guilhou                                             | Cat.  | Segle XVI                  | Sent Vincenç de Riba d'Òlt Rue de Gracia                   | 44° 27′ 55″ N, 1° 18′ 00″ E / 44.4653°N,1.3001°E      | PA00095252 | Carregueu una nova foto d'aquest monument                                                                                                  |
| Molí de vent de Boisse                                     | Inv.  | Segle xix                  | Senta Alàusia Moulin de Boisse                             | 44° 18′ 57″ N, 1° 21′ 15″ E / 44.315789°N,1.3542°E    | PA00095214 | Molí de vent de Boisse · Vegeu més fotos d'aquest monument · Carregueu una nova foto d'aquest monument                                     |
| Castell de Lastours                                        | Inv.  | Segles XIII-XIV            | Senta Crotz                                                | 44° 21′ 15″ N, 1° 08′ 13″ E / 44.354055°N,1.136806°E  | PA00125607 | Carregueu una nova foto d'aquest monument                                                                                                  |
| Castell de Geniez                                          | Inv.  | Segles XV-XVI              | Sauliac Moulin de Géniez                                   | 44° 31′ 07″ N, 1° 43′ 06″ E / 44.518622°N,1.718255°E  | PA00135467 | Castell de Geniez · Vegeu més fotos d'aquest monument · Carregueu una nova foto d'aquest monument                                          |
| Església                                                   | Inv.  | Segles XV-XVII             | Sauç                                                       | 44° 23′ 19″ N, 1° 05′ 07″ E / 44.38869°N,1.08520°E    | PA00095258 | Carregueu una nova foto d'aquest monument                                                                                                  |
| Església                                                   | Inv.  | Segle XVII                 | Serinhac                                                   | 44° 26′ 03″ N, 1° 06′ 24″ E / 44.434086°N,1.106733°E  | PA00125609 | Carregueu una nova foto d'aquest monument                                                                                                  |
| Castell de Ferrières                                       | Inv.  | Segle XVIII                | Serinhac                                                   | 44° 25′ 18″ N, 1° 04′ 44″ E / 44.421735°N,1.078763°E  | PA00095260 | Carregueu una nova foto d'aquest monument                                                                                                  |
| Castell de Couanac                                         | Inv.  | Segles XII-XVI             | Varaire                                                    | 44° 22′ 34″ N, 1° 42′ 01″ E / 44.376248°N,1.700365°E  | PA00095278 | Castell de Couanac · Vegeu més fotos d'aquest monument · Carregueu una nova foto d'aquest monument                                         |
| Torre de Trébaïx                                           | Inv.  | Segles XIII-XIV            | Vilaseca Trébaïx                                           | 44° 24′ 27″ N, 1° 17′ 42″ E / 44.407389°N,1.295089°E  | PA46000034 | Carregueu una nova foto d'aquest monument                                                                                                  |
| Església                                                   | Inv.  | Segle XVII                 | Vilaseca                                                   | 44° 23′ 30″ N, 1° 18′ 57″ E / 44.391606°N,1.315699°E  | PA00095284 | Església · Vegeu més fotos d'aquest monument · Carregueu una nova foto d'aquest monument                                                   |